# Dicranella crenulata
Dicranella crenulata är en bladmossart som beskrevs av Brotherus 1900. Dicranella crenulata ingår i släktet jordmossor, och familjen Dicranaceae. Inga underarter finns listade i Catalogue of Life.